# 上海轨道交通17号线
上海轨道交通17号线，又称青浦线，连接中国上海市闵行区虹桥火车站站至青浦区西岑站，是上海地铁运营的东西走向地铁线路，全长41.636公里，共设14座车站，于2017年12月30日通车运营。2024年11月30日延伸至西岑站。

## 概览
17号本线全长约35.341公里，在规划与建设时曾被称为上海轨道交通20号线（该线与现今建设中的20号线并无关系），其中高架线18.382公里，地下线16.161公里，敞开段0.798公里；共设站13座，其中高架站6座、地下站7座，平均站间距2.898公里。设徐泾车辆段1座，朱家角停车场1座，主变电站2座，工程总投资174.74亿元。线路起自沪青平公路东方绿舟，向东走行至朱家角，设朱家角停车场，北行至淀山湖大道，继续向北走行至盈港路，沿盈港路向东至汇金路继续沿建设中盈港路走行，至嘉松中路，北行至崧泽大道，沿崧泽大道向东走行至虹桥火车站。线路主要位于青浦区境内，其余位于闵行区。总体呈东西走向，沿线串联了朱家角、青浦新城、赵巷镇、徐泾镇、国家会展中心、虹桥枢纽等重要地区。全线已于2017年12月30日通车试运营。而西延伸1站至西岑站则于2024年11月30日开通运营。
线路全部采用1500V第三轨供电形式（包括车辆段），以及无需人工操作的DTO全自动驾驶系统。线路全线车站均设置高站台门。
2020年10月下旬起，17号线部分列车试点上海话报站，10月底将在17号线全线列车推广，为上海地铁第二条实行上海话报站的线路。
17号线的线路标志色为█PANTONE 7521C（C=30 M=60 Y=50 K=0）。

### 线路数据
- 营运里程：41.636km
- 站数：14
- 轨距：1435mm
- 动力电源：1500V第三轨供电（包括车辆段）
- 双线区间：全线
- 电气化区间：全线
- 地下区间：虹桥火车站—徐盈路东、汇金路东—淀山湖大道南
- 高架区间：西岑—朱家角西、汇金路东—徐盈路东
- 地面区间：朱家角东—朱家角停车场、徐泾北城西—徐泾车辆段

## 早期规划
在2000年的规划中，17号线为2号线的西段，从虹桥机场延伸至青浦。由于此规划中2号线全线较长，为了解决线路过长及车站数目过多等问题，本线独立成为青浦线，计划采用低速磁悬浮制式。2006年4月20日，青浦区副区长表示上海虹桥机场到青浦的路线原计划为轻轨，将改为低速磁悬浮。在虹桥综合交通枢纽的设计中亦预留了低速磁悬浮线青浦线的站位。而后磁悬浮项目未能继续的同时，盈港东路BRT项目于2008年9月23日落实兴建，线路从徐泾镇至青浦城区，全长21公里，于10月10日开展环境影响评价公示。11月27日，BRT项目被市政府否决，决定建设上海轨道交通20号线。

## 车辆

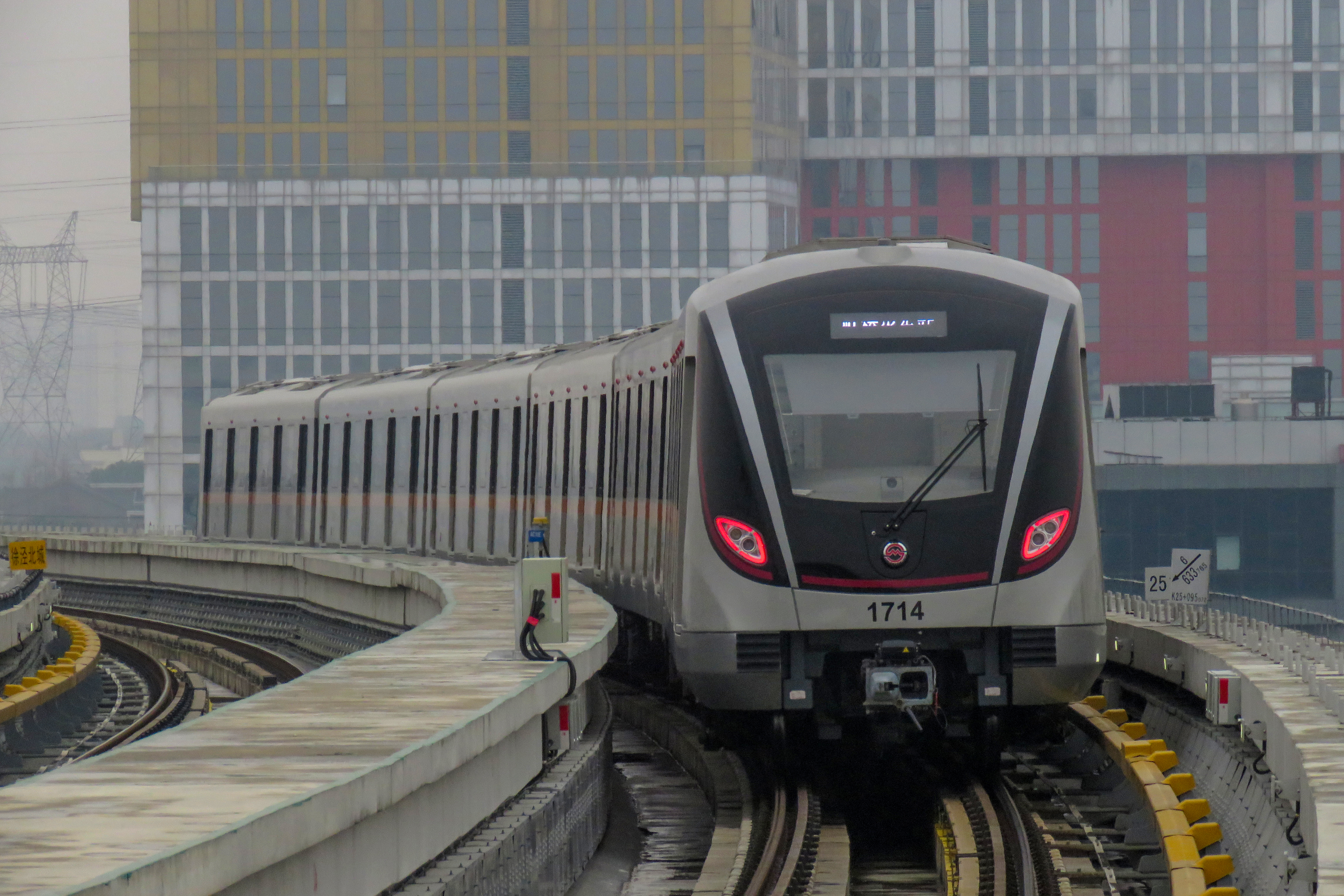
17A01型列车驶离嘉松中路站

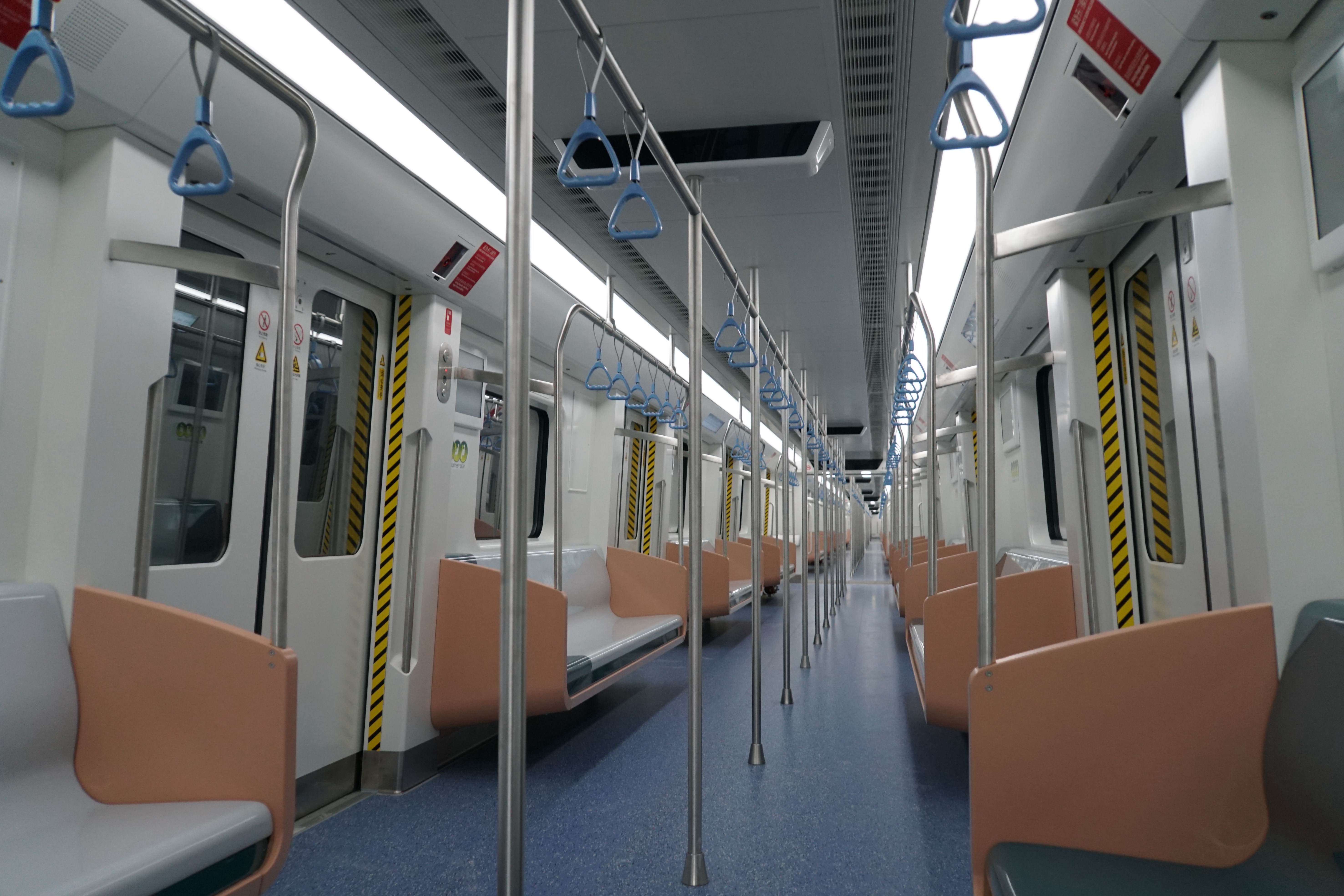
17号线列车内部

17号线列车采用A型车6节编组，设计时速100 km/h，采用 VVVF 交流传动，设计寿命30年，国产化率超过70%。
| 名称  | 制造商           | 车辆编成           | 制造年代  | 车辆总数            | 上线时间    | 昵称     |
| ----- | ---------------- | ------------------ | --------- | ------------------- | ----------- | -------- |
| 17A01 | 中车长春轨道客车 | 6A (Tc+M+M+M+M+Tc) | 2015~2017 | 5列（1701~1705）    | 2017/12/30~ | 西柚     |
| 17A01 | 上海电气阿尔斯通 | 6A (Tc+M+M+M+M+Tc) | 2015~2017 | 23列（1706~1728）   | 2017/12/30~ | 西柚     |
| 17A02 | 中车长春轨道客车 | 6A (Tc+M+M+M+M+Tc) | 2023~2024 | 10列（17029~17038） | 2024/06/18~ | 西柚二世 |

### 17A01型电动客车
- 列车车身以银、黑色为主色调，车身两边各有一条蜜柑色饰带，车头侧面设红色底板“17”字样。
- 列车车头和侧面设白色LED显示屏显示终到站。
- 牵引系统：
  - 株洲中车时代电气制 TGA-23G 型 IGBT-VVVF 逆变器
  - ABB电气制 AMXM280 系列鼠笼式三相异步交流牵引电动机
  - 株洲中车时代电气制 t Power-AI5 (JR7) 型 IGBT-SIV 辅助电源
- 该批所有列车都设有LCD屏幕线路图，车厢连接处设红色LED显示屏，车厢中部设白色LED显示屏，两种LED屏幕内均设有监控摄像头。

### 17A02型电动客车
该车和17A01型大体一致，车厢内加装了无线充电板和安装了监测设备，且外观底色由银色改为白色，部分车窗可开，该车型也是上海地铁继01A01型、01A02型与03A01型后第三款拥有通风窗的车型。

## 车站一览

### 换乘站
- 21017虹桥火车站 — 换乘2号线、10号线 2号线由虹桥火车站方向至浦东1号2号航站楼方向，由西岑方向至国家会展中心方向跨站台换乘，其余方向站厅换乘，10号线为站厅换乘

### 未來换乘站
- 17-示范区西岑 — 转乘示范区线西岑站
- 17-示范区青浦新城 — 转乘示范区线青浦新城站
- 21317国家会展中心 — 换乘2号线、13号线 通道换乘

### 车站列表
| 阶段         | 站名     | 里程 （米） | 站间距 （米）               | 换乘路线               | 所在地                        | 车站形式     | 开门方向 |
| ------------ | -------- | ----------- | --------------------------- | ---------------------- | ----------------------------- | ------------ | -------- |
| 西延         | 西岑     | 0           |                             | █ 市域示范区线（在建） | 青浦区                        | 高架三层岛式 | 左侧     |
|              | 东方绿舟 | 6315        | 6315                        | —                      | 青浦区                        | 高架二层岛式 | 左侧     |
| 朱家角       | 9122     | 2807        | —                           | 高架三层岛式           | 青浦区                        |              | 左侧     |
| 淀山湖大道   | 14960    | 5838        | —                           | 地下二层岛式           | 青浦区                        |              | 左侧     |
| 漕盈路       | 18817    | 3857        | —                           | 地下二层岛式           | 青浦区                        |              | 左侧     |
| 青浦新城     | 21627    | 2810        | █ 市域示范区线（在建）      | 地下二层岛式           | 青浦区                        |              | 左侧     |
| 汇金路       | 24142    | 2515        | —                           | 地下一层侧式           | 青浦区                        | 右侧         |          |
| 赵巷         | 28022    | 3880        | —                           | 高架三层侧式           | 青浦区                        | 右侧         |          |
| 嘉松中路     | 31079    | 3057        | —                           | 高架三层侧式           | 青浦区                        | 右侧         |          |
| 徐泾北城     | 33319    | 2240        | —                           | 高架二层岛式           | 青浦区                        | 左侧         |          |
| 徐盈路       | 34527    | 1208        | —                           | 高架二层岛式           | 青浦区                        | 左侧         |          |
| 蟠龙路       | 37063    | 2536        | —                           | 地下二层岛式           | 青浦区                        | 左侧         |          |
| 国家会展中心 | 38563    | 1500        | █ 2号线 █ 13号线（在建）    | 地下二层岛式           | 青浦区                        | 左侧         |          |
| 虹桥火车站   | 41086    | 2523        | █ 2号线 █ 10号线 上海虹桥站 | 闵行区                 | 地下二层 与 █ 2号线组成双岛式 | 右侧         |          |

1. ↑  相对列车运行方向。
2. ↑  国家会展中心站目前虽被标注为出站换乘站，实际上并不能实现连续计费，无换乘功能。

## 时刻表
更新日期：2024年11月30日

### 首末班车时刻表
| 车站名称     | 首班车           | 首班车         | 末班车           | 末班车         |
| 车站名称     | 虹桥火车站方向 ↓ | 西岑方向 ↑     | 虹桥火车站方向 ↓ | 西岑方向 ↑     |
| ------------ | ---------------- | -------------- | ---------------- | -------------- |
| 西岑         | 05:30            | 06:45 （到达） | 22:30            | 23:46 （到达） |
| 东方绿舟     | 05:35            | 06:40          | 22:35            | 23:40          |
| 朱家角       | 05:38            | 06:37          | 22:38            | 23:37          |
| 淀山湖大道   | 05:44            | 06:31          | 22:44            | 23:32          |
| 漕盈路       | 05:48            | 06:27          | 22:48            | 23:28          |
| 青浦新城     | 05:51            | 06:24          | 22:51            | 23:24          |
| 汇金路       | 05:54            | 06:21          | 22:54            | 23:21          |
| 赵巷         | 05:59            | 06:17          | 22:58            | 23:17          |
| 嘉松中路     | 06:02            | 06:14          | 23:02            | 23:14          |
| 徐泾北城     | 06:15            | 06:11          | 23:05            | 23:11          |
| 徐盈路       | 06:08            | 06:08          | 23:07            | 23:08          |
| 蟠龙路       | 06:11            | 06:05          | 23:10            | 23:05          |
| 国家会展中心 | 06:13            | 06:03          | 23:13            | 23:03          |
| 虹桥火车站   | 06:16 （到达）   | 06:00          | 23:15 （到达）   | 23:00          |

### 列车运行间隔
| 周一～周五（工作日） | 周一～周五（工作日） | 周一～周五（工作日） | 周一～周五（工作日）  |
| 时段                 | 时段                 | 间隔                 | 间隔                  |
| 时段                 | 时段                 | 西岑—淀山湖大道      | 淀山湖大道—虹桥火车站 |
| -------------------- | -------------------- | -------------------- | --------------------- |
| 早高峰               | 7:00～9:30           | 平均6分              | 平均3分               |
| 平峰                 | 9:30～17:00          | 平均10分             | 平均10分              |
| 晚高峰               | 17:00～20:00         | 平均8分              | 平均4分               |
| 其余时段             | 其余时段             | 8～11分              | 8～11分               |
| 周六、周日（双休日） |                      |                      |                       |
| 时段                 | 时段                 | 间隔                 | 间隔                  |
| 高峰                 | 7:30～21:00          | 平均7分              | 平均7分               |
| 其余时段             | 其余时段             | 7～14分              | 7～14分               |

## 沿革
- 2010年8月9日 以20号线为名专项规划公示[13]
- 2011年11月2日 17号线工程报建[3]
- 2012年8月6日 以17号线为名专项规划公示[14]
- 2012年12月11日 工程环境影响评价公示[15]
- 2013年3月29日 工程环境影响评价第二次公示[16]
- 2013年5月30日 盈港路配套桩基工程开工
- 2013年11月15日 上海市环保局受理环境影响评价报告书[17]
- 2013年12月9日 上海市环保局批准17号线工程环境影响报告书[18]
- 2013年12月27日 地下配套工程开工[19]
- 2014年1月30日 上海市发改委批复17号线工程可行性研究报告[20]
- 2014年7月1日 赵巷站、嘉松公路站正式开工，标志着17号线全面开工
- 2016年7月4日 高架段区间结构全部贯通[21]
- 2016年12月29日 全线结构贯通[22]
- 2017年5月12日 最后一根长轨焊接完毕，17号线全线长轨贯通[23]
- 2017年6月30日 开始高速动车和载荷调试[24]
- 2017年10月25日 开始按运行图试运行[25]
- 2017年12月3日 试运营评审通过[26]
- 2017年12月30日 载客试运营[4]
- 2020年12月29日 西延伸（东方绿舟站—西岑站）选线专项规划公示[27]
- 2021年4月25日 西延伸工程环境影响评价首次公示[28]
- 2021年5月6日 西延伸工程环境影响评价报批前公示[28]
- 2021年5月17日 上海市环保局受理西延伸工程环境影响报告书[29]
- 2021年6月7日 西延伸工程可行性研究报告批复[30]
- 2021年6月10日 上海市环保局批准西延伸工程环境影响报告书[31][32]
- 2021年6月28日 西延伸工程开工建设[33]
- 2023年10月12日 17号线西延伸线开始铺轨[34]
- 2023年12月6日 首列增购列车抵达朱家角停车场[35]
- 2024年1月19日 西延伸主体结构全线贯通[36]
- 2024年6月13日 西延伸热滑完成，列车上线调试[37]
- 2024年9月21日 17号线诸光路站更名为国家会展中心站
- 2024年11月30日 西岑站开通运营[38]。

## 未来发展
2020年，17号线西延线纳入长江三角洲地区交通运输更高质量一体化发展规划，苏州曾有规划上海17号线延伸至苏州南站，而嘉善和南湖亦有规划对接。同年，苏州自然资源与规划局和上海市交通委对接了17号线延伸的规划方案，计划设置“水乡客厅站”为换乘枢纽。其中，西延伸1站至西岑站已于2024年11月30日开通运营。

## 轶事
2017年10月，该线路曾短暂出现“青浦线”标示，引发网友热议。但在开通前已全部更改回“17号线”标示。
本线采用普通话、英语和沪语三种语言进行报站，本线和16号线与其他上海轨道交通线路均不同，增设了沪语报站。